# Morelos
Morelos, oficialmente Estado Libre y Soberano de Morelos, es uno de los treinta y un estados que, junto con la Ciudad de México, conforman México. Su capital y ciudad más poblada es Cuernavaca. Está dividido en treinta y seis municipios.
Está ubicado en la región centrosur del país, limitando al norte con la Ciudad de México, al este con Puebla, al sur con Guerrero y al oeste con el Estado de México. Con 4893 km² representa el 0.2% del territorio nacional, siendo la tercera entidad federativa menos extensa del país —por delante de Tlaxcala y Ciudad de México—.
Su población en 2023 fue de 2,030,857 habitantes, lo que representa el 1.6% de la población total del país. Es el tercero más densamente poblado, por detrás de la Ciudad de México y el Estado de México. 
Fue fundado el 16 de abril de 1869 con la escisión de territorio del Estado de México.
Al norte de la entidad, bordeando y sirviendo de frontera natural con la Ciudad de México se localiza una porción del Eje Neovolcánico, de la cual se desprenden las sierras de Zempoala, Tres Marías, Tepoztlán, Tlayacapan y Tlalnepantla, la mayor parte del territorio del estado se encuentra comprendido en la Depresión del Balsas. En el noreste se encuentra la Sierra Nevada, cuya principal elevación es el volcán Popocatépetl, de la que parten las sierras de Chalma y Ocuilan, que se enlazan con las montañas del estado de Guerrero. Los principales ríos son el río Grande, el río Tepalcingo (ambos afluentes del Atoyac que fluye por el estado de Puebla) y el río Amacuzac que baña los campos de Tehuixtla. Entre las principales lagunas sobresalen la laguna El Rodeo, lagunas de Zempoala, la laguna Coatetelco y la laguna de Tequesquitengo.

## Toponimia
El nombre del estado proviene de José María Morelos y Pavón, destacado militar insurgente durante la Guerra de Independencia.

## Historia

### Época prehispánica
Del año 200 d. C. a 500 d. C. La cultura olmeca habitó el territorio hoy conocido como estado de Morelos. La gran influencia de esta cultura se dejó sentir en todo Mesoamérica. Tiempo después, a partir del año 650 d. C. la cultura del altiplano central, resultado de las influencias maya, teotihuacana y mixteca-zapoteca.
En el siglo XIII los xochimilcas fundaron Tepoztlán, Tetela del Volcán, Hueyacapan y Xumiltepec. En el norte los tlahuicas fundaron Cuauhnahuac, la actual Cuernavaca. Sin embargo con el florecimiento del imperio mexica, estos comenzaron a extender su dominio y el territorio comprendido por estas tribus fue sometido a tributación del gran imperio controlado por Tenochtitlán.
La conquista del territorio que comprende Morelos por parte de los conquistadores al mando de Hernán Cortés era parte de la estrategia para conseguir el fin último, la caída de la Gran Tenochtitlán. Y tal como fue previsto, después de algunas cruentas luchas y otras pacíficas entregas, el territorio cayó en manos españolas y sirvió de corredor hacia la capital del imperio mexica en 1521.

### Conquista y Época Colonial
A la llegada de los españoles los grupos indígenas de la región se dividían en dos cacicazgos: El de Cuernavaca y el de Oaxtepec.
Para formalizar el sitio de Tenochtitlán era necesario no contar con enemigos, por tanto el conquistador mandó una expedición para tomar el pueblo de Ocuituco; más tarde Gonzalo de Sandoval fue enviado y pasó a Yecapixtla. En 1521, un año después, Cortés exploró las tierras sometidas por Sandoval, entonces se dirigió a Tlalmanalco, Oaxtepec y Acapatringo.
Ese mismo año tomo Cuauhnáhuac y con esto sometió por completo a los Tlahuicas.

### Creación del Estado de Morelos
Con la llegada a México de Maximiliano I, el presidente Benito Juárez se vio obligado a trasladar la capital del país a diferentes regiones. Dividió -por decreto de 7 de junio de 1862- el territorio original del Estado de México en tres distritos militares: el actual Estado de México y los territorios que ahora comprenden los estados de Hidalgo y Morelos.
Durante cinco años cada uno de ellos tuvo vida autónoma, gobernador militar, tribunal y jueces designados por las mismas autoridades militares.
Una vez restablecida la paz en la República en 1867, se hicieron al presidente de México y al Consejo Federal considerable número de solicitudes para que el distrito de Morelos conservara su autonomía.
Después de una ardua lucha en las Cámaras de Diputados (tanto la federal como la del Estado de México), nació el Estado de Morelos, como una nueva entidad de la federación mexicana.
El decreto de fundación de 17 de abril de 1869, dado en Palacio Nacional por Benito Juárez, estableció la creación del Estado Libre y Soberano de Morelos, con la porción de territorio del antiguo Estado de México constituida por los distritos de Cuernavaca, Cuautla, Jonacatepec, Tetecala y Yautepec, que habían formado el Tercer Distrito Militar. Su primer gobernador fue el general Francisco Leyva.
Durante la Revolución mexicana se distinguió por ser la sede del ejército comandado por Emiliano Zapata.

## Escudo

Escudo del Estado Libre y Soberano de Morelos

Se observa una terraza verde de la que crece una mata de maíz color oro; entre ella y la estrella en la corona puede leerse el lema "Tierra y Libertad" en una franja color plata, del mismo tono, enmarcado el emblema, está una banda con la leyenda "La tierra volverá a quienes la trabajan con sus manos."; este marco se complementa con un filo verde al interior y otro rojo al exterior del escudo. En él se sintetiza la fuerza de los ideales revolucionarios al servicio de mejores condiciones de vida para el pueblo.

## Geografía

### Localización
El estado de Morelos se localiza en la parte central del país, en la vertiente del sur de la serranía del Ajusco y dentro de la cuenca del río Balsas.
Variadas son las alturas en el estado, desde 5,432 metros sobre el nivel del mar, en la cima del volcán Popocatépetl, hasta los 720 metros en la parte sur, cerca del poblado de Huaxtla. Colinda al norte con Ciudad de México y el Estado de México; al sur con Guerrero; al este con Puebla; y al oeste con el Estado de México y Guerrero.
| Coordenadas geográficas |               |                |              |  |  |
|                         |               |                |              |  |  |
| Municipio               | Latitud norte | Longitud oeste | Altitud msnm |  |  |
| Amacuzac                | 18° 32'       | 99° 22'        | 982          |  |  |
| Atlatlahucan            | 18° 56'       | 98° 54'        | 1656         |  |  |
| Axochiapan              | 18° 30'       | 98° 45'        | 1030         |  |  |
| Ayala                   | 18° 46'       | 98° 59'        | 1220         |  |  |
| Coatlán del Río         | 18° 45’ 5’’   | 99° 26’ 8’’    | 1010         |  |  |
| Cuautla                 | 18° 49’’      | 99° 01’        | 1330         |  |  |
| Cuernavaca              | 19° 02"       | 99° 20"        | 1480         |  |  |
| Emiliano Zapata         | 19° 07′ 20″   | 99° 10′ 20″    | 1,213        |  |  |
| Jantetelco              | 18° 42′ 30″   | 98° 46′ 12″    | 1160         |  |  |
| Jiutepec                | 18° 53’       | 99° 10′        | 1350         |  |  |
| Jojutla de Juárez       | 18° 41′       | 99° 09′        | 890          |  |  |
| Jonacatepec             | 18° 41’       | 98° 48′        | 1290         |  |  |
| Mazatepec               | 18° 43′ 37″   | 99° 21′ 43″    | 980          |  |  |
| Miacatlán               | 18° 45’       | 99° 21′        | 1054         |  |  |
| Ocuituco                | 18° 52′ 03″   | 98° 46′        | 1920         |  |  |
| Puente de Ixtla         | 18° 43′       | 99° 22′        | 900          |  |  |
| Temixco                 | 18° 51’       | 99° 14′        | 1280         |  |  |
| Temoac                  | 18° 50′ 23″   | 99° 10′ 32″    | 1760         |  |  |
| Tepalcingo              | 18° 36’       | --             | 1160         |  |  |
| Tepoztlán               | 18° 59’       | --             | 1700         |  |  |
| Tetecala                | 18° 43’       | --             | 980          |  |  |
| Tetela del Volcán       | 18° 53'       | --             | 1920         |  |  |
| Tlalnepantla            | 19° 00'       | --             | 2060         |  |  |
| Tlaltizapán             | 18° 41'       | 99°            | 940          |  |  |
| Tlaquiltenango          | 18° 37'       | 99°            | 911          |  |  |
| Tlayacapan              | 18° 57'       | --             | 1640         |  |  |
| Totolapan               | 18° 59'       | --             | 1900         |  |  |
| Xochitepec              | 18° 47'       | --             | 1110         |  |  |
| Yautepec                | 18° 58'       | --             | 1210         |  |  |
| Yecapixtla              | 18° 53'       | --             | 1580         |  |  |
| Zacatepec de Hidalgo    | 18° 40'       | 99°            | 910          |  |  |
| Zacualpan de Amilpas    | 18° 47'       | --             | 1640         |  |  |

### Extensión
La superficie del estado es de 4958 kilómetros cuadrados, cifra que representa el 0,25 por ciento del total nacional, ocupando el 30.º lugar con relación a los demás estados.

### Climas y regiones geográficas
El territorio morelense se encuentra dentro de dos provincias fisiográficas: el Eje Neovolcánico al norte,  la otra provincia es la Depresión del Balsas.
Ubicado en un entorno más amplio, Morelos se encuentra en la parte más alta de la Cuenca del Río Balsas, la cual limita al norte con la Sierra Ajusco - Chichinautzin y el Volcán Popocatépetl. Desde ahí hacia el sur, se inicia un suave pero continuo descenso, interrumpido por las sierras de Tlaltizapan y Yautepec en el centro del estado y por la de Huautla en el extremo sur.
Los fuertes contrastes de clima y vegetación conforme disminuye la altitud permiten disfrutar dentro de los límites del estado paisajes tan distintos como el pastizal de alta montaña y nieves perpetuas en el volcán Popocatépetl en el norte, hasta la selva baja caducifolia en el sur. En general predomina un clima húmedo y semicálido en Cuernavaca, Tepoztlán, Oaxtepec y Yautepec.
El clima que predomina es el cálido subhúmedo ya que se presenta en el 87 % de la superficie del estado, el 11 % está representado por el clima templado húmedo, localizado en la parte norte del estado, el 2 % está representado por clima templado subhúmedo, el cual se localiza hacia la parte noreste y también se presenta una pequeña zona con clima frío.
La temperatura media anual del estado es de 21,5 °C, la temperatura mínima promedio es de 10 °C que se presenta en el mes de enero y la máxima promedio es alrededor de 32 °C se presenta en los meses de abril y mayo.
Las lluvias se presentan durante el verano en los meses de junio a octubre, la precipitación media del estado es alrededor de 900 mm anuales.
El clima cálido subhúmedo del estado favorece el cultivo de: caña de azúcar, arroz, sorgo, maíz, jitomate, algodón, cacahuate, cebolla y frijol, entre otros; sus frutos son: melón, mango, limón agrio, papaya y plátano. Como producto de exportación se encuentran las flores y plantas de ornato, orquídeas, nochebuenas, rosas, claveles y geranios.

### Hidrografía
En Morelos existen corrientes fluviales de tipo intermitente en la cuenca del Río Balsas; el río Amacuzac, tributario de la misma cuenca, se origina en las faldas del Nevado de Toluca y recoge el caudal de los ríos Calcáceo y Zempoala, en los límites con el Estado de México.

#### Ríos

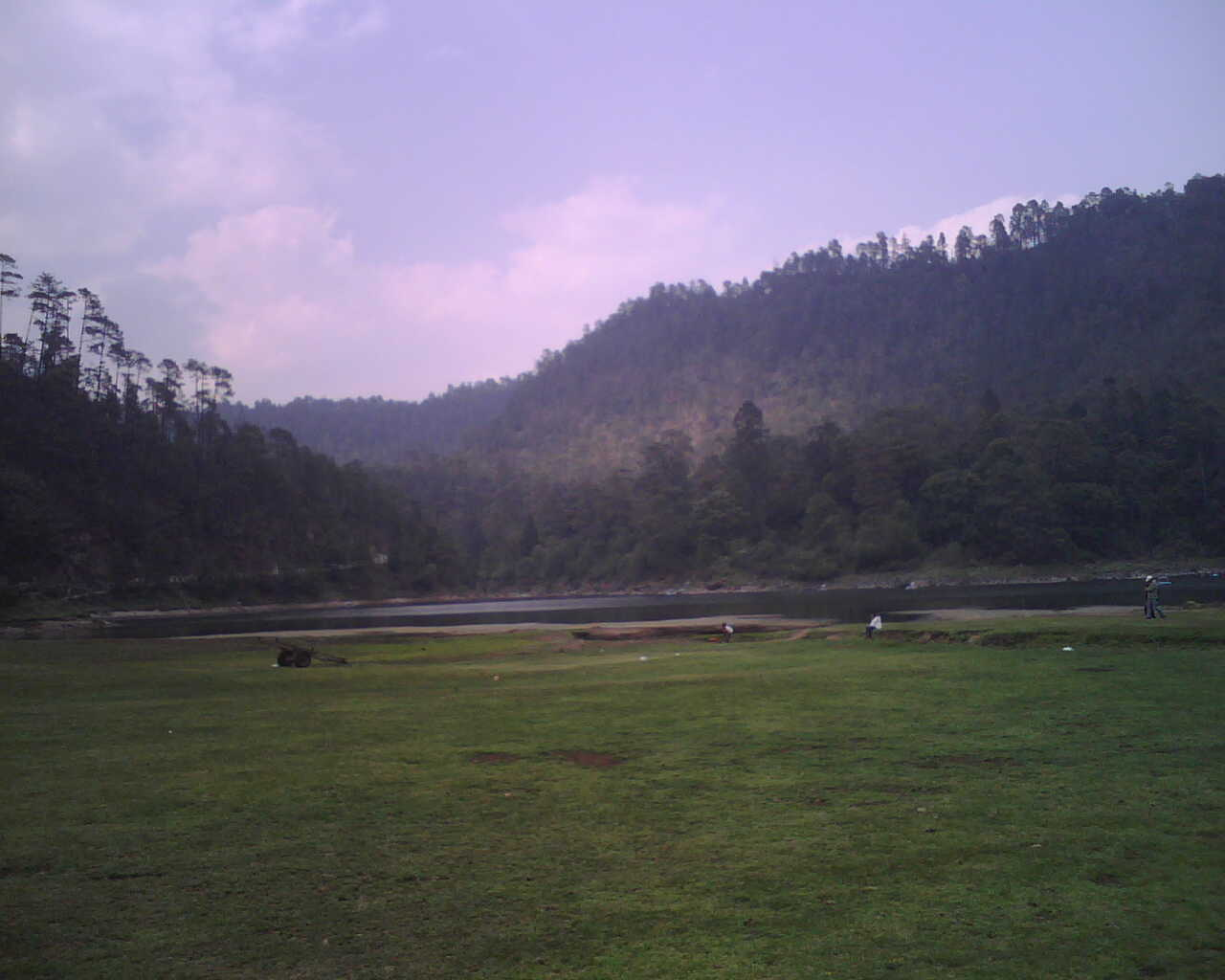
Laguna de Zempoala, ubicada en los límites de Morelos y el Estado de México.

Los ríos que existen en el estado de Morelos son los siguientes:

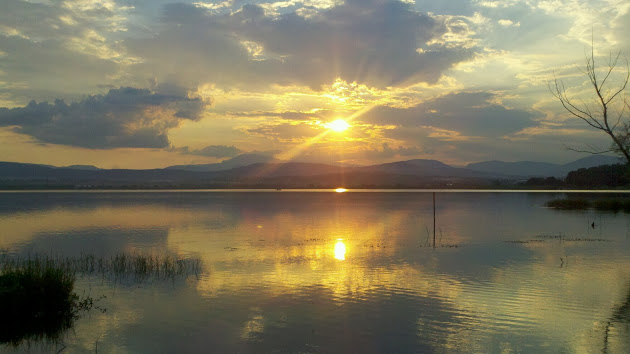
Atardecer en la Laguna de Coatetelco

- río Chalma
- río Amacuzac
- río Amatzinac
- río Cuautla
- río Yautepec
- río Apatlaco
- río Tembembe
- río San Miguel Chalma
- río Salado
- río El Sabino
- río Tejaltepec
- río Tepalcingo
- río Grande
- río Agua Dulce

Lagos:
- Tequesquitengo
- El Rodeo
- Coatetelco
- Zempoala

### Subcuencas
El estado de Morelos esta completamente dentro de la cuenca del río Balsas y en él se encuentran las siguientes subcuencas:
- Subcuenca del río Amacuzac.
- Subcuenca del río Apatlaco.
- Subcuenca del río Yautepec.
- Subcuenca del río Cuautla.
- Subcuenca del río Tembembe.
- Subcuenca del río Nexapa.
- Subcuenca del lago de Tequesquitengo.

#### Relieve
En Morelos se encuentra el Sistema Volcánico Transversal, que forma un gran escalón hacia la llanura; en el Norte y el Noreste, en las serranías del Ajusco y la Sierra Nevada, se alternan precipicios y cañadas con pequeños altiplanos y valles, con el Popocatépel a 5500 metros.
Al norte del estado de la parte de Tres Marías inicia en dirección sur las serranías de Ocuilan y Miacatlan serranías que forman la Sierra Madre del Sur que pasa por toda la parte poniente y se dirige al sur para penetrar en el estado de Guerrero.

### Flora y fauna
En la parte montañosa y del Norte, donde predomina el clima semifrío, existen bosques de encino, pino, oyamel, madroño, tila, trompillo y chichicaule, entre otros. En el sur del Estado predomina la selva baja caducifolia. Las especies más representativas son: El casahuate, tepehuaje, guaje, palo dulce, amate blanco, copal y pochote, entre otros.
Entre los principales animales de la región montañosa del norte del Estado, están los venados cola blanca, coyotes, lobos, tejones, conejos, ardillas, tlacuaches, zorros y víboras. Al sur de la entidad, se pueden encontrar tejones, zorros, armadillos, tlacuaches, conejos, ratones, culebras, aves y una gran variedad de insectos.
| Flora y fauna del estado de Morelos |                 |                      |                       |                   |
|                                     |                 |                      |                       |                   |
| Dasypodidae                         | Crotalus        | Canis latrans        | Anatinae              | Romerolagus diazi |
|                                     |                 |                      |                       |                   |
| Lynx rufus                          | Ardeidae        | Mimus polyglottos    | Didelphis marsupialis | Iguana            |
|                                     |                 |                      |                       |                   |
| Opuntia ficus indica                | Abies religiosa | Kroenleinia grusonii | Taxodium mucronatum   | Agave             |

## Áreas naturales protegidas

### Sierra Monte Negro
Es una Reserva estatal desde 2008, localizada en los municipios de Jiutepec, Yautepec, Emiliano Zapata y Tlaltizapán. Cuenta con una superficie de 7,724.85 ha. En su mayoría es Selva baja Caducifolia y en la parte norte tiene un área de bosque de encino. Entre la vegetación con la que cuenta se encuentran: Valeriana, amate, encino, orquídea, cactus columnar, entre otras. La fauna cuenta con venado cola blanca, armadillo, escorpión, pájaro reloj y tortuga casquito, entre otras.

### Las Estacas
Es reserva estatal desde mayo de 2008. Localizada en el municipio de Tlaltizapán cuenta con una superficie de 652.17 ha. Cuenta con un clima subtropical y húmedo caluroso. Vegetación predominante de la Selva Baja Caducifolia, las especies dominantes son guayacán, mauto, tepehuaje, guaje, entre otras. Entre la fauna se encuentran el venado cola blanca, iguana negra, chupaflor barbón, semillero azul, papamoscas pardo oscuro, molly repotete, sardinita y mojarrita.

### El Texcal
Es una reserva estatal desde 2010, localizada en el municipio de Jiutepec, cuenta con una superficie de 258.93 ha. Cuenta con: clima semicálido, subhúmedo con lluvias en verano. La vegetación de la selva baja caducifolia: Clavellino, pochote, cazahuate, guamúchil, palo lechón, amate prieto, amate amarillo. Su fauna es: tlacuaches, cacomixtles y mamimeros pequeños, correcaminos, zopilote, entre otros; rana de árbol, chintete e iguana negra.

### Cerro de la Tortuga
Es un parque estatal desde 2012, localizado en los municipios de Zacatepec y Puente de Ixtla, cuenta con una superficie de 319.19 ha. El clima es cálido subhúmedo con lluvias en verano. La vegetación consta de matarrata, casahuate, uña de gato, cuachalalate, huizache, cubata, entre otras.

### Barranca de Chapultepec
Es un parque estatal urbano desde 1965, localizado en el municipio de Cuernavaca cuenta con 11 ha. La vegetación representativa es el ahuehuete, amate prieto y amate amarillo. La fauna natural es tlacuache, cacomixtle, carpintero enmascarado, chintete y pájaro reloj.

### Los Sabinos-Santa Rosa, San Cristóbal
Es una Zona Sujeta a Conservación Ecológica desde 1993, localizada en los municipios de Cuautla, Ciudad Ayala y Yecapixtla, cuenta con una superficie de 152.31ha. Cuenta con un clima cálido subhúmedo. La vegetación predominante es selva baja caducifolia y cuenta con pastizales y áreas de agricultura, cuenta con ahuehuete, amates, sauces y laurel de la india.

## Demografía

### Población
Según los datos que arrojó el XIV Censo de Población y Vivienda realizado por el Instituto Nacional de Estadística y Geografía (INEGI) con fecha censal del 27 de marzo de 2020, el estado de Morelos contaba para dicho censo año con un total de 1,971,520 habitantes, de dicha cantidad, 950,847 eran hombres y 1,020,673 eran mujeres. La tasa de crecimiento anual para la entidad durante el período 2015-2020 fue del 1.09%.

### Religión
Predomina la religión cristiana católica, es de un total de 1.116.040 habitantes mayores de 5 años que la profesan, seguida por la protestante o evangélica con 50.860 habitantes, la judaica con 1788 habitantes, y concentradas en "Testigos de Jehová" un total de 119.204 habitantes. La única diócesis católica que hay en todo el estado es la de Cuernavaca, que es sufragánea de la Arquidiócesis de Toluca.

## Regionalización

### Municipios
El Estado de Morelos esta constituido por 36 municipios; los tres más recientes se incorporaron el 1 de enero de 2019:
1. Amacuzac
2. Atlatlahucan
3. Axochiapan
4. Ayala
5. Coatlán del Río
6. Cuautla
7. Cuernavaca
8. Emiliano Zapata
9. Huitzilac
10. Jantetelco
11. Jiutepec
12. Jojutla de Juárez
13. Jonacatepec de Leandro Valle
14. Mazatepec
15. Miacatlán
16. Ocuituco
17. Puente de Ixtla
18. Temixco
19. Temoac
20. Tepalcingo
21. Tepoztlán
22. Tetecala
23. Tetela del Volcán
24. Tlalnepantla
25. Tlaltizapán de Zapata
26. Tlaquiltenango
27. Tlayacapan
28. Totolapan
29. Xochitepec
30. Yautepec
31. Yecapixtla
32. Zacatepec de Hidalgo
33. Zacualpan de Amilpas
34. Coatetelco
35. Xoxocotla
36. Hueyapan

### Histórica o cultural
La regionalización cultural del estado de Morelos está basada en la zonificación de cuatro grandes áreas de influencia cultural, como son:
- Zona Norte:

Vinculada con el valle de México. Los municipios son: Cuernavaca, Huitzilac,Tepoztlán, Tlalnepantla, Totolapan, Atlatlahucan, Yecapixtla, Ocuituco y Tetela del Volcán.
- Zona Oriente:

Relacionada con Puebla y los municipios son: Zacualpan de Amilpas, Jantetelco, Jonacatepec, Tepalcingo y Axochiapan.
- Zona Sur Oeste:

Tlaquiltenango, Jojutla de Juárez, Zacatepec, Puente de Ixtla, Amacuzac, Coatlán del Río, Tetecala, Mazatepec y Miacatlán.
- Zona Centro:

Temixco, Yautepec, Jiutepec, Emiliano Zapata, Ayala, Tlaltizapán y Cuautla.
En donde se subdividen en zonas urbanas y semiurbanas y poblaciones de perfil indígena, 19 en total.

### Económica
El estado se encuentra conformado por 33 municipios los cuales, para fines de ordenamiento y planeación del desarrollo urbano y económico de la entidad, se han dividido en 7 regiones con municipios colindantes y con similares características de desarrollo.
- Región Valle de Cuahunahuac:

Cuernavaca, Temixco, Emiliano Zapata, Jiutepec y Xochitepec.
- Región Altos de Morelos:

Huitzilac, Tepoztlán, Tlalnepantla y Totolapan.
- Región Tierra Grande:

Atlatlahucan, Ayala, Cuautla, Tlayacapan, Yautepec y Yecapixtla.
- Región del Volcán:

Ocuituco, Temoac, Tetela del Volcán y Zacualpan de Amilpas.
- Región Sureste:

Axochiapan, Jantetelco, Jonacatepec y Tepalcingo.
- Región Valles Cañeros:

Amacuzac, Jojutla, Puente de Ixtla, Tlaltizapan, Tlaquiltenango y Zacatepec de Hidalgo.
- Región Poniente:

Coatlán del Río, Mazatepec, Miacatlán y Tetecala.

### Diputaciones locales
Distritación electoral vigente hasta 2018:
| Distrito Local | Distrito Local | Cabecera distrital  | Municipios                                                              |
| -------------- | -------------- | ------------------- | ----------------------------------------------------------------------- |
|                | Distrito I     | Cuernavaca Norte    | Norte de Cuernavaca y Huitzilac.                                        |
|                | Distrito II    | Cuernavaca Oriente  | Oriente de Cuernavaca.                                                  |
|                | Distrito III   | Cuernavaca Poniente | Poniente de Cuernavaca.                                                 |
|                | Distrito IV    | Cuernavaca Sur      | Sur de Cuernavaca.                                                      |
|                | Distrito V     | Temixco             | Temixco y Emiliano Zapata.                                              |
|                | Distrito VI    | Jiutepec Norte      | Norte de Jiutepec.                                                      |
|                | Distrito VII   | Jiutepec Sur        | Sur de Jiutepec.                                                        |
|                | Distrito VIII  | Tetecala            | Xochitepec, Miacatlan, Mazatepec, Tetecala y Coatlan del Río.           |
|                | Distrito IX    | Puente de Ixtla     | Amacuzac y Puente de Ixtla.                                             |
|                | Distrito X     | Zacatepec           | Tlaltizapan y Zacatepec.                                                |
|                | Distrito XI    | Jojutla             | Tlaquiltenango y Jojutla.                                               |
|                | Distrito XII   | Yautepec Poniente   | Tepoztlan y Poniente de Yautepec.                                       |
|                | Distrito XIII  | Yautepec Oriente    | Atlatlahucan, Tlanepantla, Tlayacapan, Totolapan y Oriente de Yautepec. |
|                | Distrito XIV   | Cuautla Norte       | Norte de Cuautla.                                                       |
|                | Distrito XV    | Cuautla Sur         | Sur de Cuautla.                                                         |
|                | Distrito XVI   | Ayala               | Ayala.                                                                  |
|                | Distrito XVII  | Yacapixtla          | Ocuituco, Tetela del Volcán, Zacualpan y Yecapixtla.                    |
|                | Distrito XVIII | Jonacatepec         | Tepalcingo, Jantetelco, Axochiapan, Jonacatepec y Temoac.               |

Distritación electoral vigente a partir 2018:
| Distrito Local | Distrito Local | Cabecera distrital | Municipios                                                                                             |
| -------------- | -------------- | ------------------ | --- |
|                | Distrito I     | Cuernavaca         | Cuernavaca.                                                                                            |
|                | Distrito II    | Cuernavaca         | Cuernavaca.                                                                                            |
|                | Distrito III   | Tepoztlán          | Cuernavaca, Huitzilac, Tepoztlán, Amacuzac, Coatlán del Río, Tlayacapan, Tlalnepantla y Totolapan.     |
|                | Distrito IV    | Yecapixtla         | Atlatlahucan, Cuautla, Ocuituco, Tetela del Volcán, Ayala, Jantetelco, Yecapixtla, Zacualpan y Temoac. |
|                | Distrito V     | Temixco            | Temixco, Cuernavaca y Miacatlán.                                                                       |
|                | Distrito VI    | Jiutepec           | Jiutepec.                                                                                              |
|                | Distrito VII   | Cuautla            | Cuautla.                                                                                               |
|                | Distrito VIII  | Xochitepec         | Xochitepec y Emiliano Zapata.                                                                          |
|                | Distrito IX    | Puente de Ixtla    | Puente de Ixtla, Amacuzac, Coatlán del Río, Mazatepec, Tetecala y Zacatepec.                           |
|                | Distrito X     | Ayala              | Ayala, Jantetelco, Jonacatepec y Tlaltizapan.                                                          |
|                | Distrito XI    | Jojutla            | Jojutla, Axochiapan, Tepalcingo y Tlaquiltenango.                                                      |
|                | Distrito XII   | Yautepec           | Yautepec y Jiutepec.                                                                                   |

## Educación
La Ley de Educación del Estado de Morelos destaca en su capítulo I que la educación tiene prioridad en el desarrollo integral del estado y es un derecho de todos los habitantes de la entidad; el Gobierno del Estado, los municipios, y sus organismos descentralizados establecerán los mecanismos para que todos los individuos tengan las mismas oportunidades de acceso al Sistema Educativo Estatal, sin más limitaciones que los requisitos previstos por las normas aplicables.
Los gobiernos estatal y municipal, en el ámbito de sus respectivas competencias y atribuciones y las instituciones en que el propio estado descentralice funciones educativas, están obligados a prestar servicios educativos para que todos los habitantes del estado puedan cursar la educación preescolar, la primaria y la secundaria; asimismo, están facultados para prestar servicios de educación normal, y los de formación, actualización, capacitación y superación profesional para los maestros.
Todos los habitantes del estado deben cursar la educación primaria y secundaria. Asimismo, la educación básica que imparte el Gobierno del Estado, los municipios y sus organismos descentralizados será gratuita, laica y obligatoria.
El Gobierno del Estado promoverá y atenderá todos los tipos y modalidades educativas, incluidas la educación superior,  la investigación científica y tecnológica, y alentará el fortalecimiento de la cultura universal, nacional y regional. De entre los fines establecidos para la educación morelense, destaca el de fomentar el desarrollo integral y armónico del individuo, resaltando los valores éticos y espirituales de la persona, así como los de solidaridad y bien común para que ejerza en plenitud su capacidad humana.
Actualmente, el Sistema Educativo Estatal comprende la educación básica, elemental terminal, media superior y superior. La educación básica está constituida por la educación inicial, especial, preescolar, primaria y secundaria; la educación elemental terminal por la capacitación para el trabajo; la educación media superior por la educación profesional media y bachillerato; y la educación superior por los niveles de técnico superior, licenciatura, especialidad, maestría y doctorado.

### Escolaridad
En Morelos, la población de 15 años y más en promedio, ha concluido dos grados de secundaria (grado promedio de escolaridad 8.4). El estado ocupa el 13.er lugar de acuerdo a la lista de Grado Promedio de Escolaridad por entidad federativa (año 2005).
Al igual que en Morelos, en todo el país, la población de 15 años y más en promedio, ha terminado dos grados de secundaria (grado promedio de escolaridad 8.1).

### Instituciones de educación superior
Existen actualmente 18 universidades de eduacion superior, de las cuales todas están certificadas por la Secretaría de Educación Pública (S.E.P). Entre las instituciones de importancia se encuentran:
- Universidad Autónoma del Estado de Morelos (UAEM)
- El Colegio de Morelos (COLMOR)
- Instituto Tecnológico de Cuautla (ITC-TecNM)
- Universidad Politécnica del Estado de Morelos (UPEMOR)
- Universidad Tecnológica Emiliano Zapata del Estado de Morelos (UTEZ)
- Centro Nacional de Investigación y Desarrollo Tecnológico (CENIDET-TecNM)
- Escuela Normal Urbana Federal Cuautla
- Escuela Normal Rural "Emiliano Zapata"
- Instituto Tecnológico y de Estudios Superiores de Monterrey (campus Cuernavaca)
- Universidad La Salle Cuernavaca
- Instituto Tecnológico de Zacatepec (ITR-TecNM)
- Universidad Tecnológica del Sur del Estado de Morelos (UTSEM)
- Centro Morelense de las Artes (CMAEM)
- Universidad Pedagógica Nacional

## Economía
Morelos es el primer lugar en producción de higo, ejote y durazno. Morelos es el segundo lugar en producción de rosa a nivel nacional.

### Unidades económicas y personal ocupado
Morelos cuenta con 63 686 unidades económicas, el 2.1 % del país. Emplea 230 715 personas, el 1.4 % del personal ocupado de México.
Del total del personal ocupado en la entidad, el 56.4 % (130 154) son hombres y el 43.6 % (100 561) son mujeres. La remuneración que recibe anualmente en promedio cada trabajador en Morelos es de $ 67 834.00, inferiores al promedio nacional de $ 79 551.00.

## Salud
Los sistemas de salud que atienden población abierta, seguridad social e iniciativa privada en el Estado de Morelos, son cinco: los Servicios de Salud de Morelos (SSM), el Instituto Mexicano del Seguro Social (IMSS), el Instituto de Seguridad Social al Servicio de los Trabajadores del Estado (ISSSTE),  la Secretaría de la Defensa Nacional (SDN) y la Iniciativa Privada (IP).
En la entidad, en forma institucional, existen dos sectores básicos de salud: El primero, corresponde al sector público y el segundo a la iniciativa privada. El sector público opera con diversas instituciones bajo dos esquemas de atención, uno denominado Población Abierta y el otro de Seguridad Social.
En el esquema de población abierta, la única institución que administra el funcionamiento de ésta, son los SSM, y en la modalidad de seguridad social son el IMSS, ISSSTE, y la SDN. Existiendo en el estado una unidad médica del tercer nivel de atención perteneciente a los SSM.

## Servicios públicos
En la actualidad la entidad morelense se encuentra electrificada casi en su totalidad; el alumbrado público no ha llegado a las colonias más marginadas de las ciudades y en los pueblos campesinos se han realizado obras de iluminación en las calles principales, sin embargo aún hay calles sub-rurales que aún no cuentan con iluminación.

## Medios de comunicación
En materia de telecomunicaciones este estado recibe los servicios de telégrafo, correo, teléfono, telefonía rural, estación de televisión vía satélite, internet, télex, telepac e infonet.
En televisión se cuenta con una estación terrena receptora de señales televisivas vía satélite, videocromático y audioasociado; se encuentra ubicada a cinco kilómetros al norte del poblado de Tres Marías y su función es entregar señales televisivas de cadenas nacionales.
Así como el sistema de Televisión por Cable, con Cablemás en el norte del estado, y con Cadena Sur, que cubre la región sur del estado de Morelos.
La telefonía rural Morelos I, proporcionada a 26 localidades de los municipios de Amacuzac, Ayala, Puente de Ixtla, Jojutla de Juárez, Tlaltizapán y Tlaquiltenango beneficia a más de 25 000 habitantes.
El servicio telegráfico se presta a localidades que incluyen la totalidad de las cabeceras municipales, también a poblaciones y colonias en las que hay administración de telégrafos. Por lo que respecta al correo, el servicio se presta a través de administraciones, sucursales y agencias que cubren casi la totalidad del estado.

## Vías de comunicación
Morelos es el estado mejor comunicado de toda la República, su red carretera llega a todas y cada una de sus comunidades. Cuenta actualmente con una densidad de carreteras de las más extensas en proporción a la superficie de la entidad del orden de 0,4 kilómetros de caminos por kilómetro cuadrado de territorio, esto hace posible el desarrollo de las actividades sociales y productivas, así como la distribución de bienes y servicios.
El aeropuerto internacional de Cuernavaca, cuenta con una pista de 2.8 kilómetros de longitud por lo que permite la operación de modernos aviones de pasajeros y de carga, dando oportunidad y facilitando la exportación de productos morelenses a destinos internacionales. Este aeropuerto está localizado al poniente de la ciudad de Cuernavaca, en el municipio de Temixco, y a muy corta distancia de la misma.

## Turismo

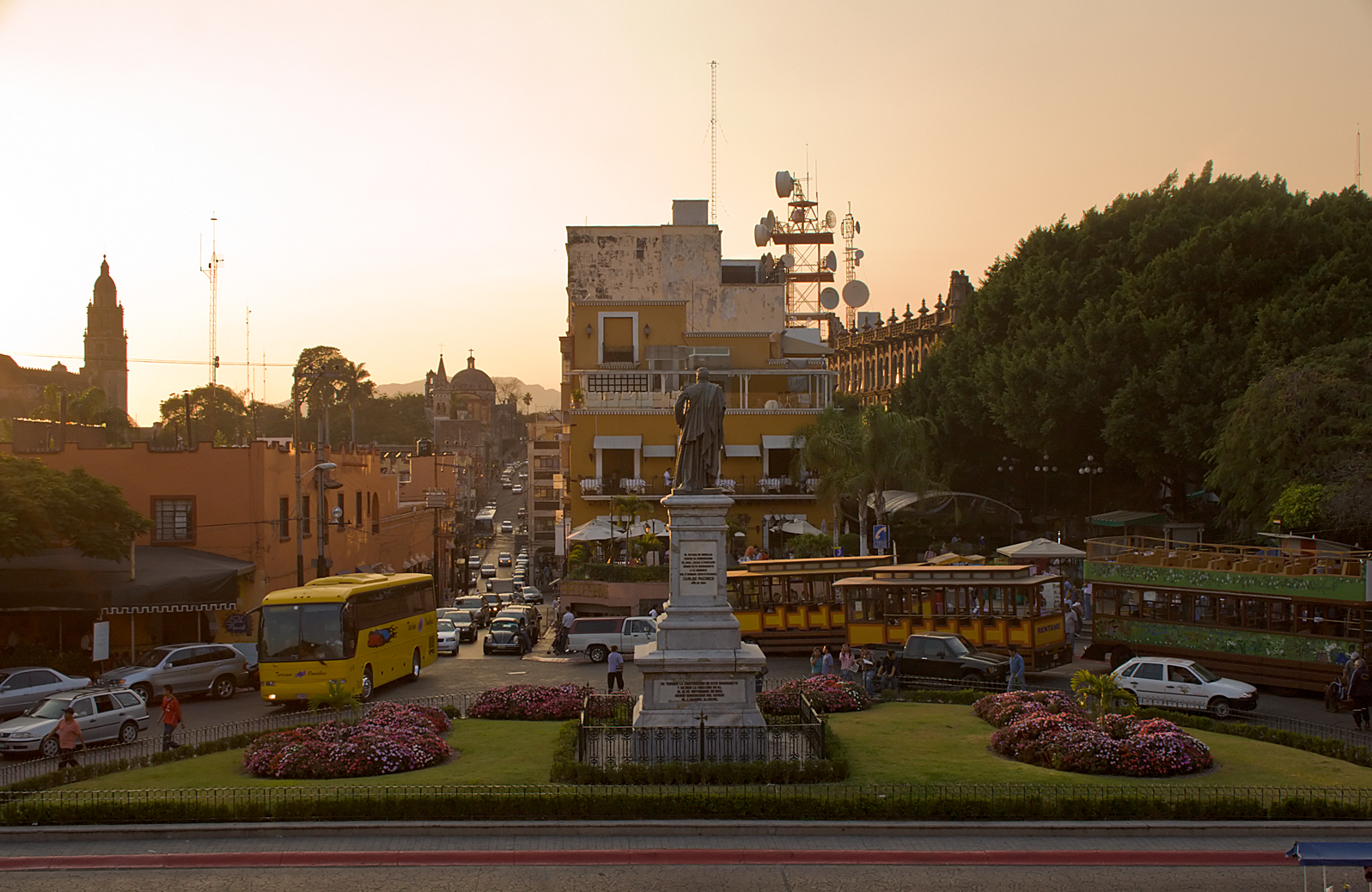
Ciudad de Cuernavaca.

Entre los principales atractivos turísticos del estado sobresale el parque nacional del Tepozteco, donde se ubica la Pirámide del Tepozteco, el Antiguo Convento de Tepoztlán y la zona arqueológica de Coatetelco, además de Las Pilas, Xochicalco en Temixco y Miacatlan, y La Hacienda de Cortés.
En Cuernavaca se encuentran la Catedral, el Jardín Borda (antigua casa de Maximiliano y Carlota), el Palacio de Cortés, todas estas ubicadas en el centro de la ciudad; el Jardín Etnobotánico y las ruinas de Teopanzolco.
También cabe destacar el municipio Cuautla, conocido por sus balnearios de aguas sulfurosas y demás sitios históricos prehispánicos que también son un gran atractivo turístico nacional.
Temixco cuenta con el parque acuático Antigua Hacienda de Temixco, el cual recibe un gran afluente de visitantes al año, tanto del interior de la república como extranjeros.
En la Zona Oriente del estado se encuentran lugares muy atractivos para el turismo entre los que destacan las Aguas Termales de Atotonilco, Huazulco y sus dulces típicos y en el municipio de Zacualpan de Amilpas, entre la tranquilidad y el clima envidiable, podemos disfrutar de recorridos al Convento de la Inmaculada Concepción de Zacualpan de Amilpas  del siglo XVIII, proclamado Patrimonio de la Humanidad por la UNESCO.

### Monumentos históricos
La época colonial dejó en esta región un rastro bello y austero en sus conventos e iglesias. Los más antiguos conventos son del siglo XVI. Uno de los más imponentes es el de Nuestra Señora de la Asunción, edificado en el año 1525; venerable monumento franciscano que hoy es la Catedral de Cuernavaca.

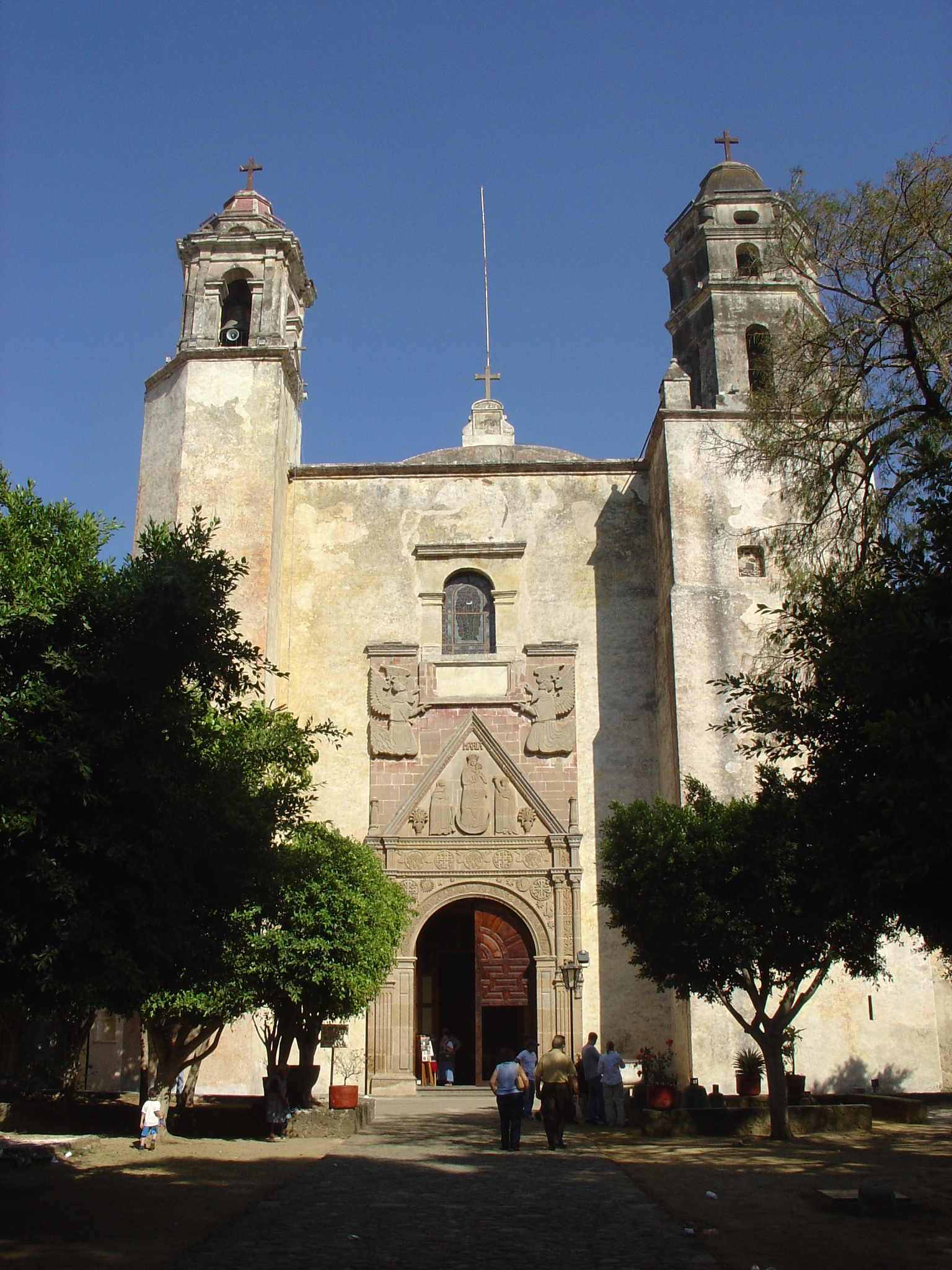
Convento de Nuestra Señora de la Natividad en Tepoztlán.

Asimismo, es interesante visitar el Convento de Nuestra Señora de la Natividad, levantado en 1560, por la orden de los dominicos en Tepoztlán, y en Tlayacapan el convento de San Juan Bautista, fundado en 1554, por los agustinos.
De considerable significación en el marco postcolonial del estado de Morelos fueron las haciendas, estrados laborales, en los que se desarrollaron diversas actividades económicas, agrícolas y ganaderas que predominaron durante 300 años, y que a la postre habían de heredar sus históricas instalaciones, bellos caserones e interesantes factorías, constituyendo en la actualidad centros de recreo y descanso.
Se puede visitar la iglesia parroquial de Nuestra Señora de Guadalupe, ubicada en el Centro Histórico de la ciudad muy cerca de la Catedral de Cuernavaca.

### Rutas turísticas
Morelos cuenta con tres importantes rutas que son: La Ruta Zapata, La Ruta de las Haciendas y La Ruta de los Conventos. Esta última fue galardonada en el 2012 dentro del marco de la Feria Internacional de Turismo (FITUR) de España, en Madrid, como el “Mejor Producto Turístico al Aire Libre”.

#### Ruta de los conventos
Compuesta por 11 santuarios, la ruta de los conventos nos transporta a un viaje exquisito donde podremos descubrir una gran arquitectura colonial. Reconocidos por la UNESCO como Patrimonio Mundial de la Humanidad; historia y cultura expresadas en estas edificaciones del siglo XVI, con frescos ancestrales, retablos barrocos, rosetones góticos de una arquitectura concebida al otro lado del Atlántico. (Véase Primeros monasterios del siglo XVI en las faldas del Popocatépetl)
La mayor parte de estos conventos fueron construidos durante el primer siglo de la colonia, estos recintos fueron impulsados por franciscanos, dominicos y agustinos al inicio de su construcción.
Ex Convento de Nuestra Señora de la Asunción

(Véase Catedral de Cuernavaca)

Dedicada a Nuestra Señora de la Asunción, este convento fue construido en un principio como convento de la localidad, fundada por frailes franciscanos, tiene 400 años de antigüedad. El complejo está constituido por Atrio, Capilla Abierta, Capilla de la Santa Cruz, Capilla de los Dolores, Capilla del Carmen, Capilla de la Tercera Orden y Templo de Nuestra Señora del Carmen. Fue a finales del siglo XIX que el papa León XIII emitió un decreto para la creación del obispado de Cuernavaca, de este modo La Parroquia de la Asunción se convierte en Catedral. Tras la restauración de 1957, se retiró la capa de cal que cubría las paredes y con ello se descubrieron restos de pintura mural del siglo XVIII que representan la llegada a Japón y el martirio del santo mexicano Felipe de Jesús y sus compañeros. Otros frescos de inigualable belleza muestran al papa Inocencio II bendiciendo a los misioneros, y motivos florales y geométricos en blanco y negro.
Ex Convento de Nuestra Señora de la Natividad de María en Tepoztlán.

Esta antigua edificación se construyó bajo las órdenes de los frailes dominicos, entre los años 1560 y 1570, que llegaron a Tepoztlán a evangelizar a los indígenas de la región.
La fachada del templo está presidida por la Virgen María, a la que la acompañan santos, ángeles y querubines, escudos emblemáticos de la orden dominica, Santa Catalina de Siena y Santo Domingo de Guzmán fundador de la orden.
La parroquia cuenta con un amplio atrio en el que se pueden observar los restos de cuatro capillas posas, una cruz atrial cuyas puntas terminan en forma de flor de lis y las bardas que lo circundan están rematadas con almenas., así como los sepulcros que hablan de cuando era utilizado como camposanto.
Ex Convento de Santo Domingo de Guzmán en Oaxtepec.

A las faldas del volcán Popocatépetl, rodeado de amates, ahuehuetes, geranios, azaleas y bugambilias, se encuentra el Ex Convento de Santo Domingo de Guzmán de Oaxtepec, en Yautepec, al norte del estado de Morelos.
El convento de Santo Domingo fue el primer convento edificado por la orden de los dominicos alrededor de 1535. Tiene la particularidad de estar elevado unos ocho metros por encima del nivel del poblado. Hay dos teorías que lo explican, la primera se cree que fue edificado sobre una construcción prehispánica y la segunda supone la calidad de los terrenos circundantes.
El convento está compuesto por el templo, el claustro y la portería. El techo cuenta con nervaduras góticas formando estrellas y los arcos laterales forman nichos de poca profundidad en los cuales se colocaron objetos como un nicho tallado.
En la sacristía hay una representación de Santa Rosa de Lima, religiosa peruana y la primera santa americana hacia los cuales los criollos de México le dieron un valor emblemático. El claustro está ricamente ornamentado con pintura mural. En los extremos de los andadores hay nichos con escenas narrativas como tema central: La Pasión. La Portería conocida como Portal de Peregrinos, está de lado izquierdo de la fachada del templo, decorada con casetones de vivos colores y escenas que aluden a la vida de Santo Domingo.
Ex Convento de San Juan Bautista en Tlayacapan.

Este convento fue fundado en el año de 1554 por la orden de los agustinos. La fachada está coronada por una impresionante espadaña; el atrio es de proporciones considerable y la entrada norte ha conservado sus partes y elementos originales en comparación con los otros accesos y paredes.
Desde el inicio de la nave hay partes de la Asunción y la virgen niña junto a sus padres. El templo de lado izquierdo tiene una capilla abierta.
El convento es de dos niveles, el primer nivel tiene arcos de cantera tallada y en el nivel superior arcos sencillos. En la galería del claustro se puede observar un techo con bóvedas decoradas en casetones florales y cruces en color blanco algunas y otras en negro.
El refectorio aloja hoy un museo con piezas como la figura de Cristo hecha con argamasa de caña de maíz y la pintura de San Agustín, posiblemente la más antigua del siglo XVI. En el museo de sitio se exhiben momias encontradas durante las restauraciones del piso del convento. Además se poseen pinturas destacables son el retablo de la Virgen de la Soledad y un lienzo barroco guadalupano del siglo XVIII.
Ex Convento de San Guillermo en Totolapan.

Fundado en 1534 por la orden de los agustinos, este convento muestra en su fachada una singular decoración, con sillares simulados de estuco y con los medallones de la orden agustina, IHS y XPS. Esta decoración lo hace inigualable para el siglo XVI que ha logrado conservar su atrio limpiamente delimitado. En los exteriores se puede apreciar restos de murales geométricos pintados en rojo. Los muros de la capilla se rematan con almenas y el techo con una bóveda en pico. La espadaña que remata la fachada es de estuco y resalta un cristo tallado en piedra.
Las capillas posas del convento de San Guillermo conservan su mesa de altar, en donde se colocaba el cáliz con el Santísimo en las procesiones.
Sobre el costado sur de la iglesia se abre la puerta que conduce al claustro del convento, con una gran pintura mural que representa a San Cristóbal. En el nicho sobre la puerta de acceso, está una pequeña escultura posiblemente representando a Guillermo de Malaval, santo titular de la iglesia.
La obra más notable con decoraciones de motivos geométricos y vegetales es el guardapolvo de la escalera que sube al claustro alto hecha al esgrafiado, una técnica poco usual.
Ex Convento de San Mateo en Atlatlaucan.

Este convento fue fundado por la orden de los agustinos, comenzando su construcción en 1570. Es majestuoso por la verticalidad reinante en todo el conjunto, está formado por un atrio perfectamente delimitado, capillas posas y el claustro de dos niveles.
Se conservan tres capillas posas coronadas con almenas en sus bardas. En una de las capillas posas se venera al Señor de Tepalcingo y su interior está decorado con la técnica de esgrafiado con motivos vegetales y geométricos.
La fachada posee una bella espadaña y una torre campanario tan alta que fue edificada en el siglo XVI. Al centro un cuerpo más reciente donde está instalado un reloj de la época porfiriana, ajena a la arquitectura original.
Sobre el altar mayor se tiene La Última Cena que parece estar repintada. En la portería, sobre el muro sur destaca un fresco representando el árbol genealógico de los agustinos. En la bóveda se ven preciosas lacerías de vivo trazo geométrico, pintadas en cálidos rojo oscuro, con imágenes de soles, estrellas y corazones.
Los dos niveles del claustro están reforzados con contrafuertes. Por el claustro bajo se accede a una capilla cuya bóveda está pintada con lacerías combinadas con estrellas.
Ex Convento de San Juan Bautista en Yecapixtla.

El convento fue fundado por la orden de los agustinos en los años de 1535 a 1541. Al entrar al convento se puede apreciar su enorme atrio. En cada esquina hay capillas posas almenadas.
Las características de este convento en sus recios muros y las almenas lo denominan convento-fortaleza.
Destaca el magnífico rosetón gótico elaborado en cantera con el centro calado de cerca de 3 metros de diámetro.
En el interior del claustro y del templo se puede observar pintura mural, así como, varias piezas elaboradas en piedra de cantera como el púlpito, el barandal del coro y las nervaduras del sotocoro.
En el patio del convento se pueden observar dos relojes solares, el del lado izquierdo marca de las siete de la mañana a las doce del día y el del lado derecho marca de la una del día a las seis de la tarde.
En el gran muro lateral del templo se aprecian tres ventanas góticas y la correspondiente portada lateral que es otra joya de arte renacentista. La entrada principal a la iglesia es por el sotocoro, con su hermosa bóveda gótica de crucería. Las pinturas murales que lo ornamentan son de gran calidad y riqueza formal. Los frisos con preciosos motivos pintados en negro, corren por debajo y por encima de la moldura del arco que cierra el muro posterior del sotocoro. Es admirable la balaustrada del coro, con sus crestas de flor de lis.
Ex Convento de Santiago Apóstol en Ocuituco.

Fue fundado por los agustinos en 1534. El monasterio de Ocuituco es el primero que los agustinos fundaron en América. El convento les fue quitado a los agustinos, después regresado y finalmente secularizado. Esto hace que el proyecto inicial de esta fachada esté muy oculto: se le anexó una torre, la espadaña fue rasurada y la capilla abierta se transformó en una capilla lateral.
La fachada se divide en dos partes, la primera es la puerta con decoración de estilo renacentista formado por un arco de medio punto flanqueado por falsas columnas adosadas al muro; la segunda parte es la ventana del coro decorada con un arco de medio punto y un alfiz labrado como si fuera un cordón. Por arriba del alfiz la decoración concluye con una cornisa que enmarca y protege la ventana. Es de notarse que no tiene esta fachada ningún elemento decorativo que la asocie con los agustinos.
Es el único convento cuya fuente del claustro es notable, pues destaca porque tiene seis leones labrados. Hubo otra fuente colonial en la plaza principal llamada de Las Sirenas, también realizada por artistas locales. Las sirenas, todavía existen: dos están en las escaleras para subir al atrio conventual y otras dos están cerca del claustro. Se puede admirar un bello atrio con varios desniveles, con una capilla anexa del lado derecho del templo en lo que fue el pórtico de peregrinos. En las escaleras de la entrada principal, se pueden observar cuatro antiguas figuras antropomorfas de piedra de una sola pieza.
Ex Convento de San Juan Bautista en Tetela del Volcán.

Fue fundado por los dominicos en 1563 y concluido por la orden de los agustinos en los años de 1580 y 1581. La pintura mural dentro del claustro del convento es admirable así como su gran atrio en desnivel hacia el oriente y sus contrafuertes lo hacen una construcción de tipo fortaleza.
La pintura mural del claustro bajo es uno de sus componentes más notables. En el claustro bajo los temas pictóricos son: representaciones de los doce apóstoles, de los fundadores de órdenes religiosas y de dominicos venerados, todos ellos pintados en los machones de la arcada. En los muros perimetrales se conservan representaciones de “La Visitación”, de “El Bautismo” y cuatro santas mártires. La bóveda está decorada con casetones en grisalla.
Las representaciones, pueden clasificarse estilísticamente como renacentistas, enmarcadas por elementos ornamentales platerescos. El resultado plástico logrado es de gran calidad.
En la celda del claustro alto, se ha conservado parcialmente una muy interesante pintura mural cuyo tema es la Virgen del Rosario. A diferencia de las pinturas de proporciones y composición renacentistas de los personajes del claustro bajo, la representación de la Virgen del Rosario, consiste en la imagen de la Virgen rodeada de pequeñas figuras, también realizadas con buen dibujo, que integran distintas escenas ordenadas en una composición narrativa y simbólica.
Ex Convento De Santo Domingo De Guzmán en Hueyapan.

(Véase Templo y exconvento de Santo Domingo de Guzmán (Hueyapan))

Hueyapan se localiza dentro de la jurisdicción del municipio de Tetela del Volcán, en el extremo noreste del estado de Morelos. Limita al norte con el Estado de México, al este con el estado de Puebla, al sur con Zacualpan de Amilpas y al oeste con Ocuituco.
“Hueyapan” se compone de las raíces mexicanas huye, que quiere decir “grande”; atl, que quiere decir “agua”; y apan, “sobre”, que en conjunto significan: “junto o sobre el río grande”.
El ex convento de Santo Domingo de Guzmán, fue fundado en el siglo XVI, aproximadamente en el año 1539 por el fraile dominico Juan de la Cruz, en las faldas del Popocatépetl, en Hueyapan. A diferencia de otros más ostentosos, en su construcción se utilizaron el adobe y la teja. No posee segundo piso, como los otros diez conventos, lo que denota su austeridad, y por su lejana ubicación es uno de los que más conservan sus características originales.
Los conventos de los dominicos, se caracterizan por la compleja planta basilical que puede ser hasta de cuatro diseños: de una sola nave sin crucero, planta cruciforme, con capillas laterales, y planta basilical de tres naves. Los templos están orientados de poniente a oriente, hacia Jerusalén. Además presentan claustros con pilastras y contrafuertes en el patio. Ejemplos de este estilo arquitectónico son La Natividad en el Pueblo Mágico de Tepoztlán (1560), en Santo Domingo de Guzmán en Oaxtepec (1535), y Santo Domingo en Hueyapan (1539), y en San Juan Bautista en Tetela del Volcán (1563).
La obra más importante de este convento es el nicho de madera tallado en una sola pieza, creación del maestro de arte sacro Higinio López vecino del municipio de Zacualpan de Amilpas, perteneciente a la época del virreinato en los años de 1828, que en la actualidad se puede apreciar dentro de uno de los cuartos de la sacristía.
Ex Convento de la Inmaculada Concepción en Zacualpan de Amilpas.

Fue fundado por los agustinos en 1535 y terminado en 1567. Su atrio está totalmente bardeado. El claustro es la más antigua de las áreas y asemeja una fortaleza medieval con puertas y ventanas en la parte alta, en lugar de los tradicionales arcos que enmarcan el patio.
El templo, con muchas intervenciones posteriores a su fundación, presenta la característica de tener una capilla lateral hacia el norte, dedicada a la Virgen del Rosario y edificada en pleno siglo XIX. El monasterio de Zacualpan alberga en sus espacios varios bienes muebles de gran valor histórico y artístico. Entre ellos, rematando la entrada del templo, un reloj decimonónico y en la nave del coro un órgano de fina talla de estilo barroco, traído ex profeso para las festividades de la fiesta de la Virgen del Rosario en 1812.
En esta obra arquitectónica del siglo XVI se pueden apreciar sus arcos de cantera con rasgos de la mano indígena, pinturas de santos agustinos y el retablo principal atribuido al indígena Higinio López. La capilla del Rosario cuenta con una puerta de madera monumental tallada con motivos florales que combinan la pintura al óleo con adornos de laminilla de plata, aunado a una profusa guía de vid de la cual se desprenden racimos de uvas, cuya realización se refiere al siglo XVIII. Al lado derecho de la nave principal del templo se ubica la Capilla de las Ánimas, que alberga en su interior desde 1968 una pila bautismal que data del siglo XVI.

## Actividades económicas
El municipio por sus condiciones orográficas permiten la formación de valles hacia el S, esto coadyuva a las actividades agrícolas. Los productos cultivados son: caña de azúcar, sorgo, maíz, arroz, algodón, cacahuete y gran variedad de frutas tales como el aguacate, mango, cítricos, plátano, papa y algunos otros frutos. Además se cría ganado bovino, porcino caprino, ovino. La industria automotriz, la química, textil, de papel, del cemento y la alimentaria constituyen el sector económico primario. El turismo atraído por la riqueza cultural e histórica, por la arquitectura colonial o zonas arqueológicas (Xochicalco y Oaxtepec), los balnearios y los paisajes, se ha convertido en una importante actividad económica del estado.
En Morelos destacan los servicios no financieros, la industria manufacturera, el comercio floricultura ha ganado espacio como actividad económica, al igual que el cultivo de nopal, localizado en el centro norte del estado.

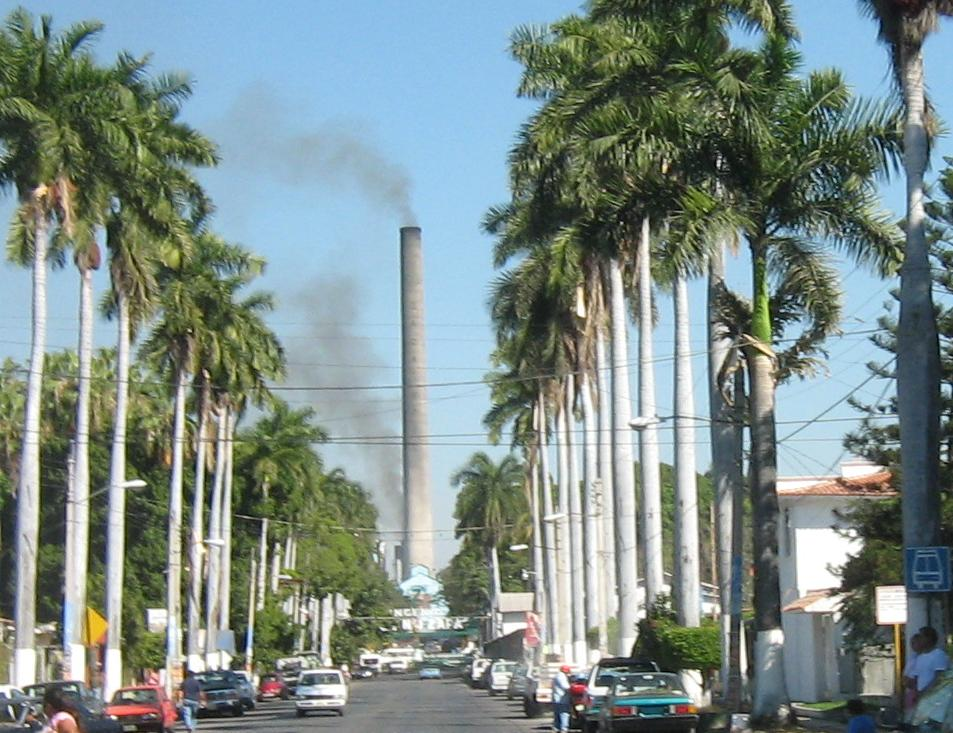
Ingenio azucarero de Zacatepec.

En el aspecto industrial, el estado se ha desarrollado en gran medida durante la segunda mitad del siglo XX, a partir de una extensa red carretera, ferroviaria y de diversos medios de comunicación.
Ciudad Industrial del Valle de Cuernavaca ubicada al oriente de la capital estatal y el PINC (Parque Industrial de Cuautla), al sureste de esta ciudad. Los establecimientos industriales corresponden al ramo químico, farmacéutico, metal-mecánico, automotriz y textil.
Existe también un nuevo parque industrial en el municipio de Emiliano Zapata denominado Ciudad de la confección, donde se asientan empresas del sector textil de la rama de la confección.

## Gastronomía
Los tacos acorazados son un clásico taco formado por una tortilla con arroz y con diversos guisos, entre los que más destacan son: de milanesa, pechuga de pollo, chicharrón de puerco con salsa, huevo hervido, mole rojo, rajas con crema, chile relleno, torta de papa.
Otras comidas típicas son: el pipián verde con carne o las famosas orejitas en pipián (que son setas guisadas en pipián verde), la cecina de puente de Ixtla y Yecapixtla con queso, crema y salsa picante, la barbacoa de chivo al sur del Estado en lugares como Puente de Ixtla, Jojutla de Juárez y Amacuzac, y de borrego al norte en lugares como Huitzilac y Tepoztlán, el bagre en mixiotes, los tamales típicos picantes y dulces, así también como el tamal de mojarra típico de Coatetelco, el clemole rojo de pollo o espinazo de puerco, así como el clemole verde de res o de bagre, los frijoles chinos y el puerco en salsa con ciruela criolla típicos de Jojutla de Juárez, el conejo y pollo en chileajo, tortas de flor de colorín en caldillo y las famosas quesadillas de Tepoztlan de chapulines, flor de calabaza, huitlacoche, setas, adobo de puerco, chicharrón prensado, flor de colorin o también llamada tzompantle o pititos, y demás guisos tradicionales. Sin olvidar mencionar el tradicional rompope de Tehuixtla. Los "tlaxcales" o galletas de maíz de la Zona Sur Oeste del estado. Las gordas de Jojutla, que son de chorizo, pollo, requesón, etc., son de masa acompañadas con crema, queso y salsa picante.
Y el arroz de Morelos con frijoles.

## Música popular
En todo el estado se escuchan bandas de viento, y los muy rítmicos tambores, así como los sones; los cuales tienen sus matices diversos en cada región dentro de cada municipio y corridos llamadas "bolas". Una danza muy de Morelos es la "Danza de los Chinelos" que se acostumbra a bailar en los carnavales, y también en los festejos de graduación de escuela; denotando gran algarabía y que se ha convertido en el baile más popular y más representativo no nada más en el estado, sino también en el ámbito internacional. A lo largo del territorio morelense existen bailes con interpretaciones de pastoras, vaqueritos, concheros y de moros y cristianos.

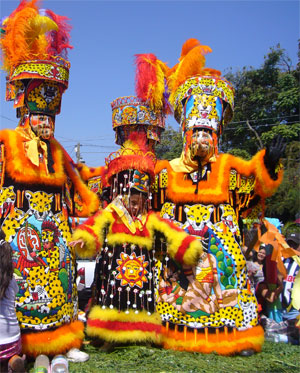
Traje folklórico de Chinelos del estado de Morelos.

Dentro de la tradición musical del Estado de Morelos, destaca por su excepcional calidad, historia y trayectoria, La Banda de Tlayacapan (premiada en 1998 por CONACULTA), cuyos integrantes, generación tras generación han dedicado todo su esfuerzo al rescate, difusión, conservación y defensa de la música morelense, así como de las manifestaciones de la cultura popular, especialmente de su natal Tlayacapan.
La Banda realiza frecuentemente conciertos y presentaciones en foros nacionales y extranjeros, interpretando parte de su repertorio, formado lo mismo por los famosos sones del Chinelo que por los sones y jarabes, marchas fúnebres, cantos y alabanzas tradicionales, música popular o para animar los toros.
Pastorelas
Fue en Cuernavaca el primer lugar de México donde se llevó a cabo una representación del nacimiento de Cristo o pastorela en el año 1527.
La Pastorela "La Comedia de los Reyes" se representó a manera de vehículo para ayudar a evangelizar a los naturales de la región. En la actualidad se realizan pastorelas en la época navideña en el lugar original, el atrio de la Catedral, en el Jardín Borda y en la palazuela
de Pepsi.
 Carnaval 
En algunas poblaciones de Morelos se practica la danza tradicional llamada "El Brinco del Chinelo", que se realiza utilizando trajes muy ricos y decorados con máscaras barbadas de mentón prominente. Los participantes salen a danzar a las calles.
Las poblaciones de Tlayacapan, Tepoztlán, Yautepec y Jiutepec son las que más resaltan por esta tradición.
En la actualidad se han adoptado también como parte de las festividades religiosas de algunas colonias de Cuernavaca, tales como: La feria de Tlaltenango, San Antón, Amatitlán y Chapultepec entre otras.

## Deportes

#### Fútbol
- Club Zacatepec jugaba en la Liga de Ascenso de México, y en Segunda División.
- Escorpiones en Segunda División.

## Relaciones internacionales
El estado de Morelos está hermanada con los siguientes estados:
- Ciudad Autónoma de Buenos Aires, Argentina (2012).[31]